# Gerardus Majellakerk (Utrecht)
De Gerardus Majellakerk is een rooms-katholieke parochiekerk in Utrecht.
Het kerkgebouw is ontworpen door de architect H.C. van de Leur en gebouwd omstreeks 1934. Het gebouw is gewaardeerd als gemeentelijk monument. De architectuur van het kerkgebouw is typisch voor het interbellum en is geïnspireerd op de vormentaal van Dom Paul Bellot. Het kerkgebouw is een pseudobasiliek die is voorzien van een transept en een achthoekige vieringtoren. In de breedteverhoudingen tussen het schip en beide zijbeuken is de nadruk gelegd op het schip. Daarbij is er een zeer smalle kooromgang toegepast. De gevels van het kerkgebouw zijn onder andere voorzien van meerdere keperbogen. 
Het houten Maria-altaar is van de hand van beeldhouwer René van Seumeren en werd geplaatst in 1950. 
Het kerkgebouw is gelegen op de hoek van de Thomas a Kempisweg met de Vleutenseweg, een van de belangrijkste toegangswegen naar het stadscentrum. Op de hoek van deze straten heeft het kerkgebouw een hoge vierkante toren.
In de kerk zijn zowel de Gerardus Majellaparochie, als de Katholieke Studenten Utrecht gevestigd. Sinds januari 2009 hebben de broeders van Sint Jan hier hun priorij gevestigd.
Sinds 2025 heeft de Gerardus Majella kerk weer een (volledig gerestaureerd) handbespeelbaar beiaard. Het was een bijzonder gebaar van Frans van Seumeren toen hij in 1954 een beiaard schonk aan de kerk die mede door zijn inzet en geldelijke steun gesticht was.
Zowel de kerk als het park achter de kerk zijn vernoemd naar de heilige Gerardus Majella.

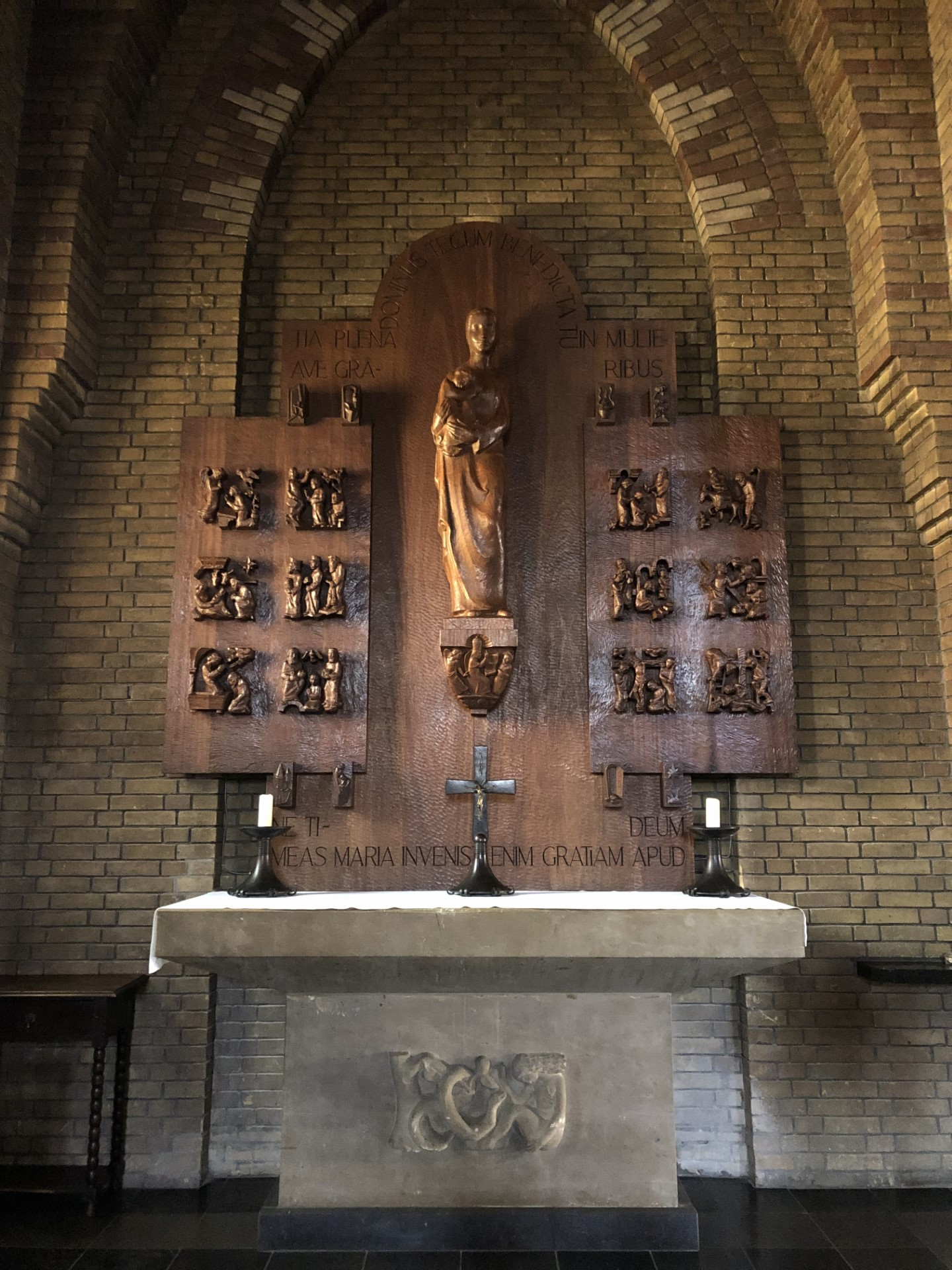
Maria-altaar van René van Seumeren

Historische kerkgebouwen:
Sint-Augustinuskerk · Buurkerk · Sint-Catharinakathedraal · Domkerk · Doopsgezinde kerk · Geertekerk · Jacobikerk · Jacobuskerk · Janskerk · Kerkenkruis · Lutherse Kerk · Mariakerk · Maria Minor · Nicolaïkerk · Pieterskerk · Sint-Gertrudiskathedraal · Sint-Martinuskerk · Sint-Salvatorkerk · Sint-Willibrordkerk · Westerkerk

Overige kerkgebouwen:
Adventkerk · Bethelkerk · Blijde Boodschapkerk · Gerardus Majellakerk · Heilig Hartkerk · Holy Trinity Church · H. Johannes de Doper en H. Bernarduskerk · Johanneskerk · Mattheüskerk · Nieuwe Kerk · Sint-Aloysiuskerk ·Sint-Antoniuskerk · Sint-Dominicuskerk · Sint-Gertrudiskerk · Sint-Jacobuskerk · Sint-Josephkerk · Sint-Rafaëlkerk · Stefanuskerk · Tuindorpkerk · Wederkomst des Herenkerk · Wilhelminakerk · Willem de Zwijgerkerk

Deels gesloopte kerken:
Oranjekerk

Gesloopte kerken:
Christus Koningkerk · Begijnekerk · Heilig Kruiskapel · Johannes de Doperkerk  · Julianakerk · Lucaskerk · Onze-Lieve-Vrouw-van-Goede-Raadkerk · 
Onze-Lieve-Vrouw-ten-Hemelopnemingkerk · Oosterkerk · Sint-Bernarduskerk · Sint-Dominicuskerk (Walsteegkerk) · Sint-Ludgeruskerk · Sint-Monicakerk · Sint-Nicolaaskerk · Sint-Pauluskerk · Sint-Salvatorkerk · Vaartkerk · Zuiderkerk

Voormalige kerken:
Emmaüskerk · Noorderkerk · Leeuwenbergkerk · Sint-Isidoruskerk

Lijst van kerken in Utrecht
Gerardus Majellaparochie (Nieuw-Engeland) ·
Sint-Ludgerusparochie (Noord-Noordwest) ·
Sint-Martinusparochie (Zuid-Zuidoost) ·
Sint-Salvatorparochie (Binnenstad) ·
Parochie Licht van Christus (Vleuten-De Meern)
1. ↑  CARILLON | R.K. PAROCHIE H. GERARDUS MAJELLA. Geraadpleegd op 17 augustus 2025.